# Người Đông Hương
Người Đông Hương (giản thể: 东乡族; phồn thể: 東鄉族; Hán-Việt: Đông Hương tộc; bính âm: Dōngxiāngzú; tự gọi: Sarta hay Santa (giản thể: 撒尔塔; phồn thể: 撒爾塔; Hán-Việt: Tát Nhĩ Tháp; bính âm: Sā ěr tǎ)) là một trong số 56 dân tộc được Cộng hòa Nhân dân Trung Hoa chính thức công nhận. Phần lớn người Đông Hương sinh sống tại Châu tự trị dân tộc Hồi Lâm Hạ và các khu vực xung quanh trong tỉnh Cam Túc ở tây bắc Trung Quốc, trong khi các nhóm còn lại sinh sống tại Khu tự trị Duy Ngô Nhĩ Tân Cương, tỉnh Thanh Hải và Khu tự trị dân tộc Hồi Ninh Hạ. Theo đều tra dân số Trung Quốc năm 2000, dân số của dân tộc này là 513.805 người. Người Đông Hương có lẽ là các hậu duệ của người Mông Cổ theo Hồi giáo tại Trung Quốc pha trộn huyết thống với các nhóm sắc tộc khác nhau trong khu vực.

## Ngôn ngữ và giáo dục

Y phục và lối sống truyền thống của người Đông Hương (ở giữa, với các con cừu) được miêu tả trên áp phích, cùng với các dân tộc Trung Quốc khác (Người Đồng và người Kirghiz ở bên phải, người Tajik ở bên trái)